# Oncodometopus umbrosa
Oncodometopus umbrosa är en tvåvingeart som först beskrevs av Friedrich Hermann Loew 1863.  Oncodometopus umbrosa ingår i släktet Oncodometopus och familjen lövflugor. Inga underarter finns listade i Catalogue of Life.